# Jesus Christ Superstar (película)
Jesus Christ Superstar (Jesucristo superstar o Jesucristo superestrella) es una película estadounidense dirigida por Norman Jewison en 1973. Está basada en el musical del mismo nombre, de Andrew Lloyd Webber y Tim Rice. La historia se centra en el conflicto entre Judas Iscariote y Jesús de Nazaret durante la semana anterior a su crucifixión. Se inicia desde poco antes de la entrada en una Jerusalén anacrónica, ubicada entre ruinas, en medio de un desierto calcinante, habitada por jipis y una clase sacerdotal políticamente acomodada a los invasores romanos.

## Reparto
- Ted Neeley como Jesús
- Carl Anderson como Judas Iscariote
- Yvonne Elliman como María Magdalena
- Barry Dennen como Poncio Pilato
- Bob Bingham como Caifás
- Larry T. Marshall como Simón el Zelote
- Josh Mostel como Herodes
- Kurt Yaghjian como Anás
- Philip Toubus como Pedro

## Argumento
La película comienza con la llegada de todos los actores en un autobús escolar rotulado en idioma hebreo, que transporta desde los actores hasta la utilería del filme. 
La obertura está dedicada a ir presentando sus preparativos y cómo asumen sus roles a medida que visten la indumentaria propia de su personaje. Finaliza con la identificación entre ellos de Jesucristo, quien emerge de en medio del grupo, al tiempo que es investido con una sencilla túnica blanca, mientras que extiende sus brazos, creando el centro de la atención al momento en que suenan los acordes que identifican la melodía principal.
En la escena siguiente, Judas, verdadero protagonista de la película, hace un análisis del proceso de, a su modo de ver, enajenación que el grupo de seguidores ha ido teniendo alrededor de la familia de su antagonista, la actitud de la gente hacia Jesús y la forma en que su imagen se idealiza, alejándola de lo que él considera son los valores primarios que deberían defenderse, como la resistencia a los romanos. Judas acusa a los seguidores de Jesús de tener «demasiado cielo en sus mentes» y teme que sean perseguidos por el gobierno de Roma, al verse amenazados por las afirmaciones de que Jesús es el Hijo de Dios y el rey de los judíos.
A continuación, la canción «Jesús morirá», cuando los sumos sacerdotes del Templo de Jerusalén, Caifás y Anás, muestran su preocupación por el fenómeno que ellos nombran «jesusmanía» debido al fanatismo del pueblo judío por el presunto Mesías. Y las catastróficas consecuencias que ese fanatismo podría conllevar para la iglesia de aquellos tiempos. Es por eso que deciden buscar la forma de librarse del hombre de Nazaret, puesto que, para ellos, representa un problema a erradicar.
En la última cena, muestran la confesión de Jesucristo a sus apóstoles acerca de que uno de ellos le traicionará esa noche. Sabiendo ya que Judas es aquel que le traicionará al clero de Jerusalén, éste, molesto, abandona la velada para meditar sobre sus decisiones más recientes. Durante su andadura, llega al Templo de Jerusalén y es avocado por los sacerdotes Caifás y Anás a traicionar a su mentor, cosa que finalmente hace, diciendo que el jueves en la noche podrán hallarle orando en Getsemaní. 
A lo largo del musical y la película, se nos hace meditar sobre el tratamiento que darían los medios de comunicación de masas (televisión y prensa) y las autoridades a Cristo, si apareciera en la actualidad de 1973.
La historia va tejiendo intrigas, celos y pasiones violentas que demuestran muy bien que la historia humana está manchada de sangre y maquiavélicas jugadas que terminan por aniquilar a los débiles.
Fue una de las películas más controvertidas de su época por presentar a los actores como jipis; por presentar la pasión de Cristo desde el punto de vista de un Judas psicodélico, frustrado y existencialista; por presentar a un Jesús dominado por sus propios miedos, alejándolo de los evangelios, y porque es una ópera rock. Todos los diálogos son canciones interpretadas por los actores en ese género musical.

## Comentarios
Basado en Jesucristo superstar, musical de Broadway.
La banda sonora compuesta por Tim Rice y Andrew Lloyd Weber vendió millones de discos por todo el mundo. Los discos originalmente fueron presentados en vinilo y eran de larga duración (LP); la fotografía de la portada ilustraba una crucifixión. La obra musical es considerada ópera rock.
La película fue dirigida en 1973 por Norman Jewison y filmada en Israel y otras localizaciones de Oriente Próximo. La canción «No sé cómo amarle» («I Don't Know How to Love Him»), cantada por el personaje de María Magdalena, fue un éxito de ventas. Los actores principales de la cinta eran Ted Neeley en el papel de Jesús, Carl Anderson en el de Judas e Yvonne Elliman en el papel de María Magdalena.
En Chile, el filme se mantuvo por espacio de dos años en cartelera, marcando un hito en continuidad.[cita requerida]